# Осьминник

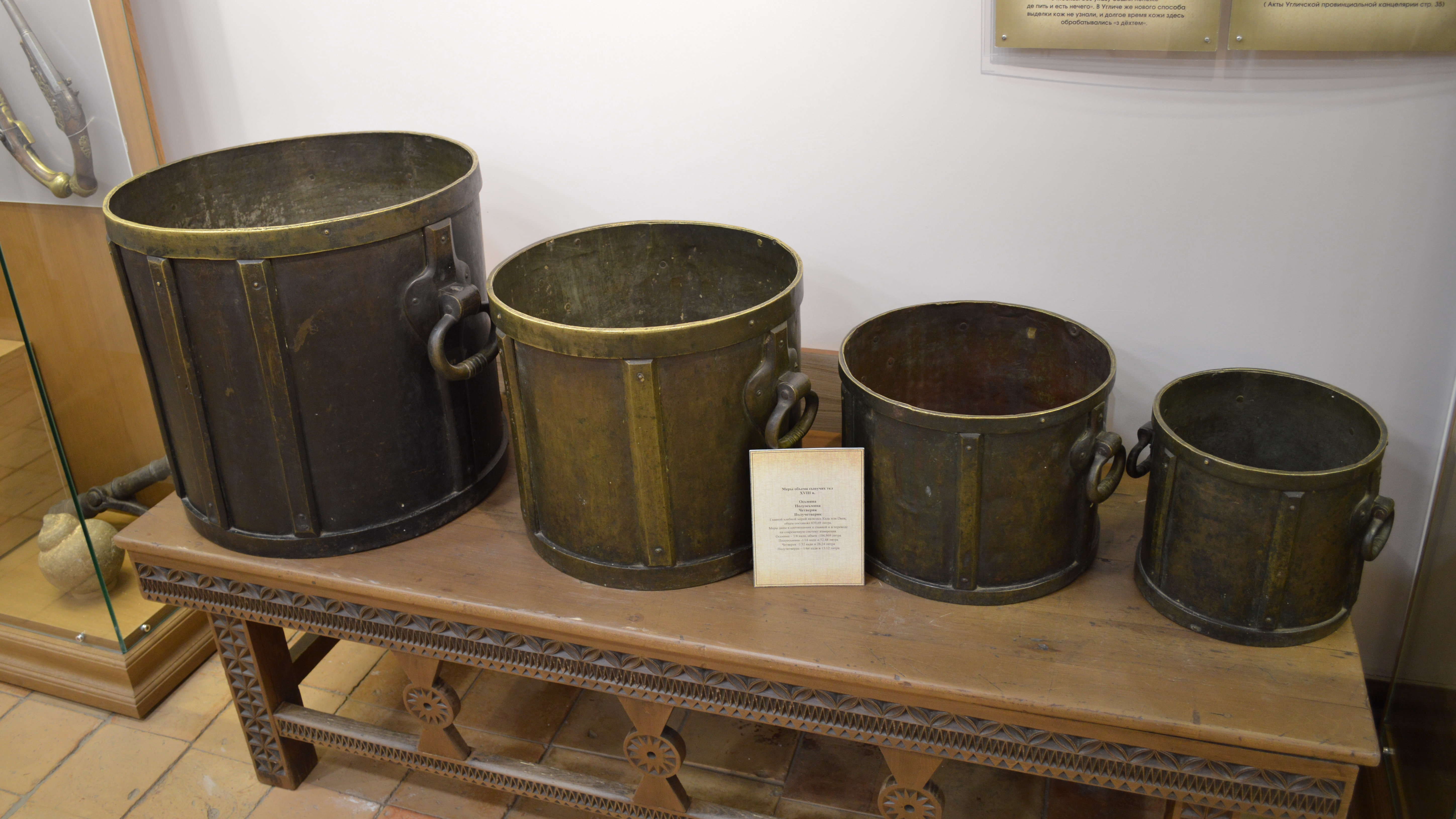
Меры объёма сыпучих тел: осьмина, полуосьмина, четверик, получетверик.

Осьми́нник (осьми́на) — старая русская единица измерения:
- объёма сыпучих материалов (1 осьмина = ⅛ кадки = ½ четверти = 4 четверикам, по «Положению о мерах и весах» 1899 года осьмина равнялась  104,956 литра).
- площади (1 осьмина = ½ чети = 4 четверика = 2731,349 м²).

Упоминается с конца XV в. Одна из основных мер сыпучих тел на Руси. Получила широкое распространение, так как была практична в расчетах в силу меньшего,чем у четверти, объема.Существовал  образец этой меры— мерная осьмина и при ней железное гребло. Хлеб насыпался с верхом, а затем греблом равнялся с краями.Образцы осьмины изготавливались из меди и рассылались на места в качестве контрольных мер.

## Цитаты
- «У меня вот всей земли осьминник, а я сам-семь!» (И. А. Бунин, Последняя весна).